# 視覺系
視覺系（日语：ヴィジュアル系，源自英語Visual，簡稱V系）是一種樂團的類型，亦是一種音樂工作者的類型。它並非單一的曲風、造型，而是一種音樂表演的呈現方式。

## 特色
視覺系樂團表演時會以誇張、華麗的打扮示人，並配合其音樂（並無固定曲風，但大多以搖滾、金屬為主），以造就融合視覺與聽覺的雙重震撼。

## 歷史

### 起源
1980年代，日本的地下樂團受到了西方的震懾搖滾（Shock Rock）、華麗搖滾（Glam Rock）、華麗金屬（Glam Metal）歌手及樂團──如埃利斯·庫珀（Alice Cooper）、大衛·鮑伊（David Bowie）、接吻樂團（Kiss）、史密斯飛船（Aerosmith）、紐約娃娃（New York Doll）、克魯小丑（Mötley Crüe）、毒藥樂隊（Poison）等──的影響，開始以誇張、華麗的打扮示人，最終由X Japan在日本掀起風潮。在這之前，日本媒體對於這種以超乎常理的造型包裝的搖滾樂團並無好感，總以帶有蔑視意味的「化妝樂團」來稱呼他們。
出版界的星子誠一受到了這種新型態樂團的音樂和理念感召，決定出一本專門的音樂雜誌來介紹他們。X Japan的吉他手「Hide」根據由主唱Toshi取的原團名：X - Psychedelic Violence: Crime of Visual Shock（X─迷幻狂暴：視覺衝擊之罪）中的Visual Shock一詞，建議星子先生使用「Visual系」（視覺系）來代表這種新類型的樂團。「Shock」也成為1991年創刊的音樂雜誌「SHOXX」的字源。
1980、90年代的樂團如聖飢魔II、Baiser、BUCK-TICK、Die in Cries、Dir en grey、LUNA SEA、Malice Mizer、Shazna、ZI:KILL與X Japan一同促成了視覺系的爆發。2011年，X Japan團長YOSHIKI簡要描述了他們早期發起的音樂運動：
| “ | 當時我們組了團，卻不受任何地方接納，因為我們的音樂很重，穿著非常瘋狂的服裝、臉上也化誇張的妝，所以完全沒有地方容得下我們。但我們堅持做自己想做的，最終成為視覺系。但是視覺系更像是一種精神，它不是一種音樂風格，或者... 你懂的... 我認為這是一種坦率表達自己，擁有自由意識的一種『自由』，我相信視覺系就是主張這樣的精神。 | ” |

### 演變
視覺系有許多次類型，如EroGuro、Angura系等分支。但皆為造型上的差異，與音樂並無直接關係（例如一隊全員以可愛造型示人的視覺系樂團也可以是彈奏極度殘暴的血碾)。西方學者有時會將視覺系樂團和哥德樂團混淆，因為兩者的裝扮偶有相似。然而大部分日本的哥德愛好者並不將視覺系視為哥德次文化的一部分，而且視覺系和哥德之間很少在文化上很少重疊（哥德是一種生活風格，視覺系不是），除了有受哥德次文化影響的哥德蘿莉以外。

## 類型分支
アート系 (Art Kei): 由Rentrer En Soi創立的子流派，這種類型本身最容易被描述為藝術計劃，藝術家經常在他們的音樂中使用Jazz, Dreampop及氛圍音樂。
コスプレ系 (Cosplay Kei): 由Psycho le Cému創立的視覺系子流派，藝術家或團體在視覺表演中進行角色扮演或使用角色扮演元素。
醫療系 (Iryou Kei): 由Deshabillz 創立的視覺系子流派，起初由コテ系 (Kote Kei)所衍生的子流派，藝術家或團體在視覺表演中進行醫生、護士及染血的白色服裝扮演元素，歌曲都有醫療及醫院有關。
キラキラ系 (Kirakira Kei): 是由お灑落系 (Osare Kei)衍生子流派,由v[NEU]創立的視覺系子流派。自2000年代中期以來，視覺系樂團穿着偶像般的淡妝造型閃亮的服裝合進行表演以娛樂觀眾的樂團，像傑尼斯和2010年代以來的主持人。音樂常使用合成器及MV 大多數使用LED 及雷射燈光元素。
コテ系 (Kote Kei): 由Luna Sea 所創立的子流派，可能是視覺系中最知名的子流派，化妝及服裝常常是黑色皮革、玫瑰、蜘蛛網、緊身胸衣、網眼布服裝和黑色淚珠妝容， 所有這些都受到了90 年代中期和00 年代初哥德式時尚的影響。
コテオサ系 (Koteosa Kei): 2000年代出現，由ナイトメア影響產生的視覺系子流派。視覺系最普遍的子流派, 透過結合兩個主要流派お灑落系 (OSARE KEI) 及 コテ系 (KOTE KEI) 的元素，其中一些樂隊更傾向於お灑落系（Osare Kei）流派，而其他樂隊更傾向於コテ系（Kote Kei）流派。
黒服系 (Kurofuku Kei): 80年代未至90年代初出現視覺系樂團的風格，由buck-tick 創立的子流派，特徵是主要穿搭黑色西裝或黑色西裝大衣，髮型及妝容偏向華麗搖滾，非名古屋作為活動中心。音樂風格是有使用華麗搖滾的元素,也會加入少量哥德元素。
ラウド系 (Loud Kei): 受DIR EN GREY影響，隨着新金屬在世界各地（包括日本）越來越受歡迎。 視覺系樂團開始添加新金屬的音樂元素在作品中。主唱通常採取具有侵略性的唱腔，包括有清腔、喉音嘶吼、重金屬與硬蕊龐克的各式吼腔，有時也如放克金屬使用饒舌。
メンヘラ系 (Menhera Kei): 由R指定所創立的子流派，該流派源自英語術語「心理健康」，由於藝術家將心理健康問題作為令人震驚的方面，因此在海外經常被認為頗具爭議。這個流派的特點是使用明亮柔和的色彩，並在歌詞中結合禁忌的心理健康主題，如自殘、抑鬱和自殺意念，通常以更可愛的方式和更積極的方式呈現。
密室系 (Misshitsu Kei): 也可以稱為地下室系 (Angura Kei)，名稱來自 cali≠gari吉他手櫻井青自立的廠牌[密室Neurose]。這個名字是英文單字「Erotic」和「Grotesque」的組合，大多以可怕或令人不安的美學和主題為特色。密室系的服裝時尚是大多數西服或正式服裝及妝容大多數屍妝。 歌曲帶有些許昭和的歌謠曲風味。
名古屋系 (Nagoya Kei): 與一般的視覺系相比，它通常被認為更黑暗、更陰沉，其特點是歌曲的強度和歌詞的黑暗重量。許多樂團似乎受到了西方（尤其是英國）龐克搖滾樂團的音樂影響，起源於名古屋的運動，由Silver-Rose創立的視覺系子流派。特徵是穿著黑色衣服(大多數黑色西裝) 及血跡和繃帶。世界觀是病態的、壓抑的、陰鬱的、頹廢的。歌曲也很黑暗，歌詞文藝又知性。
お化粧系 (Okeshou Kei): 視覺系中最早出現的子流派 (80年代出現)，由X-Japan 創立的子流派，受到龐克、華麗金屬和哥德搖滾運動的啟發，特徵是華麗搖滾的髮型和華麗的龐克服裝 (大多數黑色服裝) ，通常透過精心設計的舞台表演。
お灑落系 (Osare Kei): 始於2001年的視覺系樂團BAROQUE，這種風格的外觀更加豐富多彩和可愛。與其他類型的衣服相比，這些衣服也往往更像原宿系街頭時尚。 由積極樂觀的音樂組成。 雖然主要是硬搖滾和龐克音樂的混合體，但它也受到爵士樂、電子音樂和舞曲音樂的影響。
ピコピコ系 (Piko-Piko Kei): 又稱為電車系 (DENSHI KEI)，由メトロノーム創立的子流派，是電腦或電玩遊戲發出的聲音「嘟嘟」的擬聲詞。日語電車（DENSHI）在英語中的意思是「電子」，「電子」類型的音樂是這種流派的典型聲音，無論您使用哪個名稱來指代它。音樂使用 8 位元或晶片音樂聲音以及科技和搖滾元素或 使用EDM元素。但在視覺上，藝術家也可能會使用未來派服裝或電腦元素。
白系 (Shiro Kei):由BAISER創立的子流派，「白」（Shiro）一詞在英語中的意思是「白色」，所以就像這個名字已經暗示的那樣，藝術家或團體始終大多數穿着白色的服裝。
白塗り系 (Shironuri Kei): 藝術家大多數化白塗妝容，大多數搭配其他子流派的裝扮。
昭和歌謡系 (Showa Kayou Kei): 是地下室系 (Angura Kei)的子流派，由犬神サアカス團 創立的視覺系子流派。特徵是穿着昭和時代戰爭時期的學生制服、羽織、白塗り 及常常出現旭日旗元素，歌曲添加昭和歌謡曲及神秘的象徵主義。
ソフトビジュアル (Soft Visual): 中文稱為輕視覺系，由GLAY創立的視覺系子流派。 特徵是自然妝及服裝多為成衣或休閒裝。許多歌曲和歌詞都是流行搖滾。
耽美系 (Tanbi Kei): 由MALICE MIZER 創立的子流派。受歐洲古典時尚風格的啟發，特徵是穿着巴洛克、維多利亞和洛可可時代的歐洲貴族以華麗奢華服飾和古典音樂為特色。
和風系 (Wafuu Kei): 由Kagrra, 創立的子流派。該流派受到了很大的日本傳統文化影響，特徵是穿着和服和帶，其歌詞通常包含有關日本神話和民間傳說的故事，利用日本傳統樂器(三味線和箏)及和弦進行演奏歌曲。

## 影響
服裝元素對樂迷的吸引力非常大，許多少女會Cosplay他們最喜歡的樂團，尤其是在演唱會或動畫展上。
還有動漫的角色，服裝設計幾乎都受到他們極大的影響。